# 朝日放送平日午後のワイドショー枠
朝日放送平日午後のワイドショー枠（へいじつごごのワイドショーわく）は、朝日放送(ABC)テレビが平日の午後に放送していたワイドショーの一覧。

## 概要
- 1972年、毎日放送(MBS)が2時台に放送していた「奥さん!2時です」に対抗すべくABCが平日2時台にスタートしたのが「ワイドショー・プラスα」である。番組は西日本の一部TBS系列にもネットされ、さらにテレビ朝日系列へのネットチェンジによってネット局を拡大していった。「プラスα」は10年あまり続いたが、読売テレビ(YTV)の「2時のワイドショー」などの攻勢を食らい1983年に「バラエティワイド こんな時α」にリニューアル。しかしほぼ同時期にスタートしたMBSの「ワイドYOU」の反撃もあって2年10ヶ月で終了。その後の2番組も2年持たずに終了となった。この状況を打破すべく、歌手のやしきたかじんを起用したのが1988年10月にスタートした「晴れ時々たかじん」。今までのワイドショーの常識を覆す本音のトークが評判を呼び「ワイドYOU」を終了に追い込んだ。
- 1994年、午後6時台の全国・ローカルニュースを内包した夕方ワイド番組「ワイドABCDE〜す」がスタート。以降、ABC自社制作のワイド番組は午後4・5時台に移動した。その後、午後6時台のローカルニュースは2000年に「ABC NEWSゆう」として独立する。
- 2004年10月、報道色を前面に押し出した「ムーブ!」がスタート。独自の追跡報道などで話題を呼び5年続いたが、「-NEWSゆう」へ吸収される形で終了した。2009年スタートの「NEWSゆう+」以降、再び午後6時台のローカルニュースと一体化。2022年現在は「newsおかえり」が放送中。

## 現在放送している番組
newsおかえり（2022年4月4日 - ）

## 過去放送していた番組

### 午後2時
- ワイドショー・プラスα（1972年1月10日 - 1982年12月23日）[1]
- バラエティワイド こんな時α（1983年1月4日 - 1985年10月4日）[2]
- 入川保則のほっとワイド（1985年10月7日[3] - 1986年6月）
  - ほっとワイド（1986年7月 - 1986年10月31日[4]）
- ビバ・レディー（1986年11月3日 - 1988年9月30日）[5]
- 晴れ時々たかじん（1988年10月3日 - 1992年3月27日）[6]
- べかこの自遊時間（1992年3月30日 - 1993年3月26日）[7]

### 午後4時・5時
- ワイドABCDE〜す（1994年4月4日 - 2003年3月28日）
- わいどABCでーす みよ缶（2003年3月31日 - 2004年4月2日）
- わいど!ABC（2004年4月5日 - 9月17日）
- ムーブ!（2004年10月4日 - 2009年3月6日）
- NEWSゆう+（2009年3月16日 - 2011年9月30日）
- キャスト（2011年10月3日 - 2022年3月30日）